# Teplička (powiat Nowa Wieś Spiska)
Teplička – wieś (obec) na Słowacji położona w kraju koszyckim, w powiecie Nowa Wieś Spiska. Pierwsze wzmianki o miejscowości pochodzą z roku 1328.
Według danych z dnia 31 grudnia 2012, wieś zamieszkiwało 1167 osób, w tym 593 kobiety i 574 mężczyzn.
W 2001 roku rozkład populacji względem narodowości i przynależności etnicznej wyglądał następująco:
- Słowacy – 96,67%
- Czesi – 0,46%
- Romowie – 0,74%
- Rusini – 0,09%

Ze względu na wyznawaną religię struktura mieszkańców kształtowała się w 2001 roku następująco:
- Katolicy rzymscy – 95,19%
- Grekokatolicy – 0,65%
- Ewangelicy – 0,37%
- Prawosławni – 0,09%
- Ateiści – 0,18%
- Nie podano – 2,96%